# Reiki

Os kanji rei e ki.

Reiki (霊気; [ˈreɪkiː]) é uma forma de medicina alternativa baseada em pseudociência. Os praticantes usam a imposição de mãos para alegadamente transferir "energia vital universal" (qi) para o paciente com fins curativos. Entretanto, não há evidência da existência do qi nem de que o Reiki seja eficaz como tratamento para qualquer condição médica, incluindo câncer, neuropatia diabética, ansiedade ou depressão, sendo seu efeito indistinguível do placebo. Diversas instituições desaconselham o uso de Reiki no tratamento de câncer, mesmo como terapia auxiliar. Alguns profissionais de saúde alertam para o risco dos pacientes poderem evitar ou atrasar tratamentos para doenças graves, clinicamente comprovados. Apesar dessa falta de comprovação científica de eficácia, o Reiki é disponibilizado em muitos hospitais e clínicas médicas, tendo sido integrado aos serviços de saúde oferecidos pelo governo do Brasil, através SUS, em janeiro de 2017.

## Etimologia
A palavra reiki é um estrangeirismo do japonês reiki (霊気; "atmosfera misteriosa"), que deriva do chinês língqì (靈氣, "influencia sobrenatural"), a primeira utilização de que há registo na língua inglesa data de 1975. Em vez da normal transliteração, alguns autores de língua inglesa pseudo-traduziram reiki como "energia vital universal".
Reiki escreve-se normalmente como 霊気 em shinjitai kanji ou como レイキ no silabário katakana. É composto pelas palavras rei (霊; "espírito, milagroso, divino") e ki (気; qi: "gás, energia vital, sopro de vida, consciência"). O ki (mais conhecido por qi ou ch'i chinês) no reiki é entendido pelo significado "energia espiritual; energia vital; força vital". Algumas traduções equivalentes dos dicionários de Japonês-Inglês são: "sensação de mistério" e "uma atmosfera etérea (que prevalece nos recintos sagrados de um santuário); (sentido, sentimento) uma presença espiritual (divina)." Para além da pronunciação sino-japonesa habitual do reiki, os caracteres kanji 霊気 têm uma leitura japonesa alternativa, nomeadamente ryōge, significando "demónio; fantasma" (especificamente possessão espiritual).

## História

### Origens

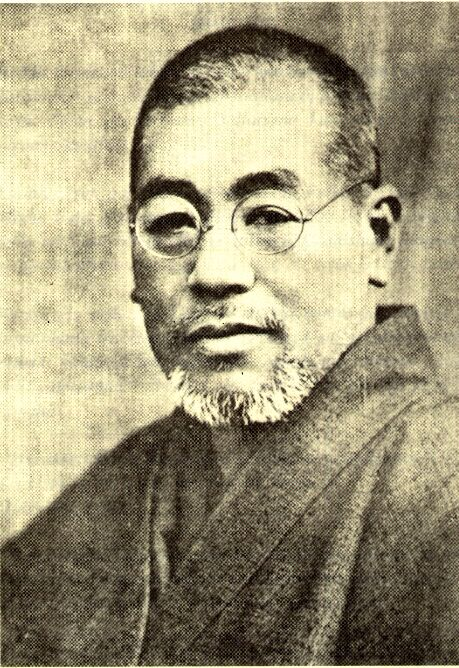
Mikao Usui (1865–1926)

O sistema do Reiki foi desenvolvido por Mikao Usui (臼井甕男) em 1922 enquanto praticava Isyu Guo, um treino budista de 21 dias organizado no Monte Kurama Não se sabe quais eram as actividades exigidas a Usui durante o treino, contudo envolviam muito provavelmente meditação, jejum, cânticos e orações. Alega-se que através de uma revelação mística, Usui ganhou conhecimento e poder espiritual que podia aplicar a outros e que ele apelidou de Reiki e que dizia entrar pelo seu corpo através do seu Chacra Coroa. Em abril de 1922, Usui mudou-se para Tokio onde fundou o Usui Reiki Ryōhō Gakkai ("臼井靈氣療法學會" em old style characters, que significa "Sociedade do Método de Energia Espiritual Terapêutica de Usui") para assim continuar alegadamente a tratar pessoas com o Reiki.
De acordo com as inscrições no seu túmulo, Usui ensinou o seu sistema de Reiki a mais de 2000 pessoas durante a sua vida e dezesseis dos seus alunos continuaram o seu treino para chegar ao terceiro nível.
Enquanto ensinava Reiki em Fukuyama (福山市, Fukuyama-shi), Usui sofreu um enfarte e morreu a 9 de março de 1926.

### Desenvolvimento precoce

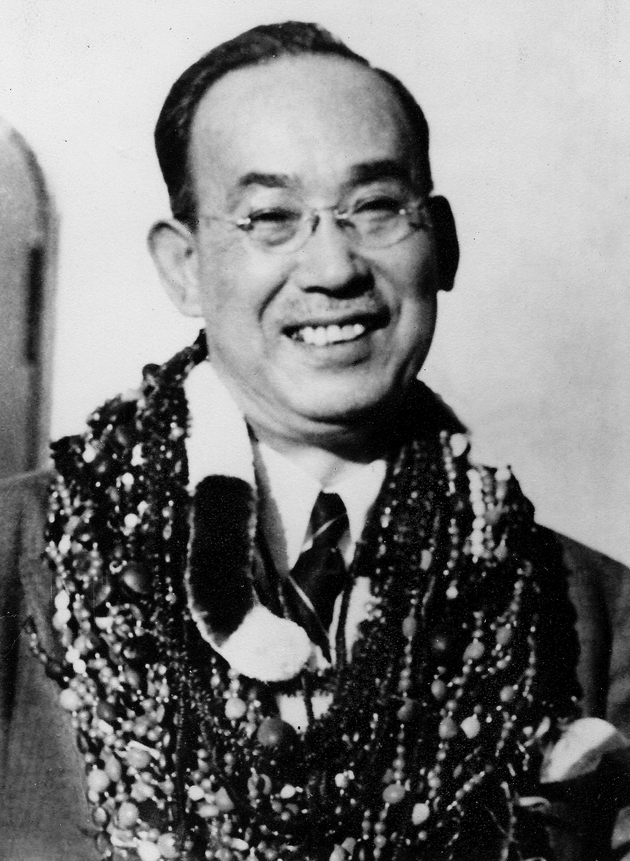
Chujiro Hayashi 林 忠次郎 (1880 - 1940)

Após a morte de Usui, J. Ushida, um aluno de Usui, assumiu o cargo de presidente da a Usui Reiki Ryoho Gakkai. Ele também foi responsável pela criação e montagem de um memorial de pedra junto ao túmulo de Usui. Ushida foi sucedido por Iichi Taketomi, Yoshiharu Watanabe, Kimiko Koyama e o sucessor atual para Usui, Kondo, que se tornou presidente em da Sociedade em 1998. Os dezesseis mestres iniciados por Usui incluem Toshihiro Eguchi, Jusaburo Guida, Ilichi Taketomi, Toyoichi Wanami, Yoshihiru Watanabe, Keizo Ogawa, J. Ushida, e Chujiro Hayashi.
Antes da morte de Usui, o médico naval japonês Chujiro Hayashi (林忠次郎) explicou a Usui sobre o desenvolvimento de uma forma diferente e muito mais simples de Reiki, e Usui a aprovou. Após a morte de Usui, Hayashi deixou a Usui Reiki Ryoho Gakkai e formou a sua própria clínica, onde aplicou aulas e tratamentos Reiki. Hayashi treinou a japonesa-norte-americana Hawayo Takata na aplicação de Reiki e em 1938 ela se tornou Mestra da terapia. Takata fundou várias clínicas de Reiki em todo o Havaíe pode ser considerada a principal difusora do Reiki no Ocidente.

## Princípios e métodos

### Os cinco princípios do Reiki[necessário esclarecer]
Usui era um admirador dos trabalhos literários do Imperador Meiji (明治天皇, Meiji tennō). Enquanto desenvolvia o sistema do Reiki, Usui condensou alguns dos trabalhos do imperador num conjunto de princípios éticos (chamados de "Conceitos" 概念 Gainen), que mais tarde se tornaram os Cinco Preceitos do Reiki (五戒 Gokai, significa "Os Cinco Mandamentos", dos ensinamentos do Budismo contra o assassinato, roubo, má conduta sexual, mentira e intemperança). Para muitos praticantes e professores do Reiki é habitual obedecerem estes cinco preceitos ou princípios.

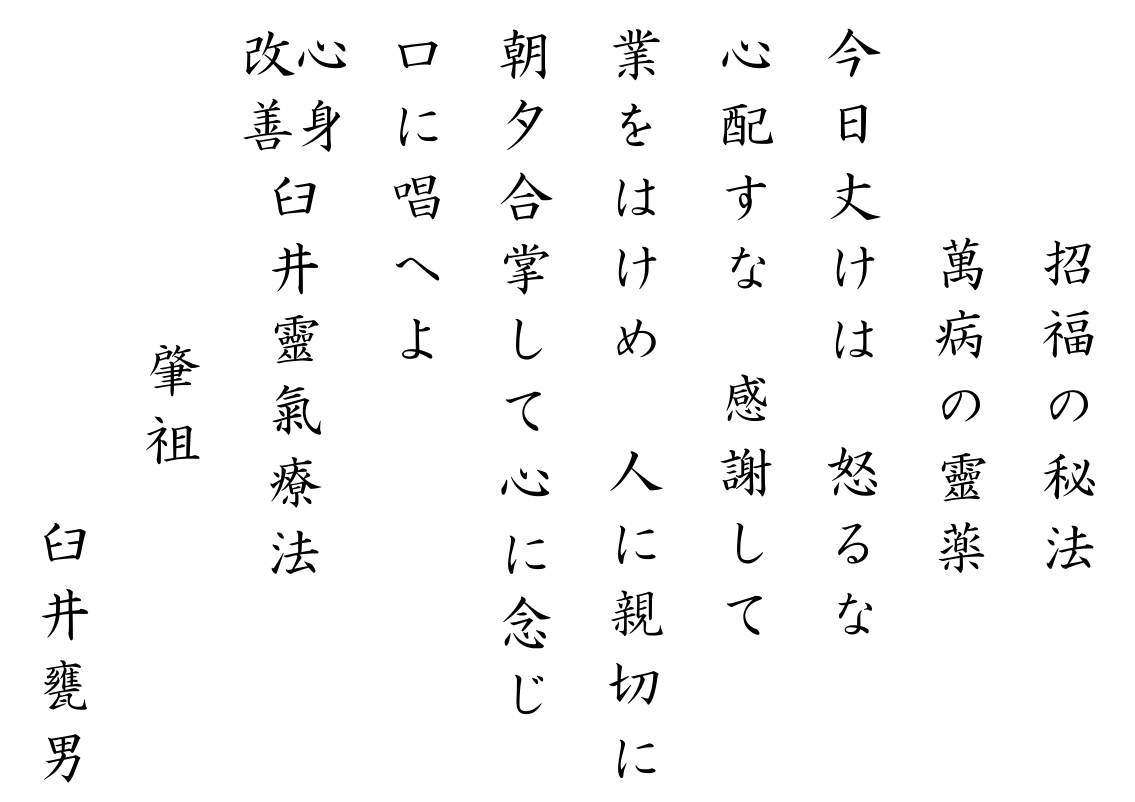
O texto que contém os cinco conceitos de Mikao Usui (A escrita japonesa é lida de cima para baixo, da direita para a esquerda).

| Kanji 招福の秘法, 萬病の霊薬. 今日丈けは: 怒るな, 心配すな, 感謝して, 業をはけめ, 人に親切に. 朝夕合掌して心に念じ, 口に唱へよ. 心身改善. 臼井霊氣療法. 肇祖, 臼井甕男. | Rōmaji Shōfuku no hihō, Manbyō no reiyaku. Kyō dake wa: Okoru na, Shinpai su na, Kansha shite, Gyō wo hakeme, Hito ni shinsetsu ni. Asayū gasshō shite kokoro ni nenji, Kuchi ni tonae yo. Shinshin kaizen. Usui Reiki Ryōhō. Chōso, Usui Mikao. | Português A arte secreta de convidar a felicidade, A remédio milagroso para todas as doenças. Só por hoje: Não se zangue, Não se preocupe, Seja grato, Trabalhe com diligência, Seja gentil para as pessoas. Todas as manhãs e à noite, junte as mãos em meditação e ore com o seu coração. Afirme na sua mente e cante com a boca. Para a melhoria da mente e do corpo. Usui Reiki Ryōhō. O fundador, Mikao Usui. |

### Ensinamentos

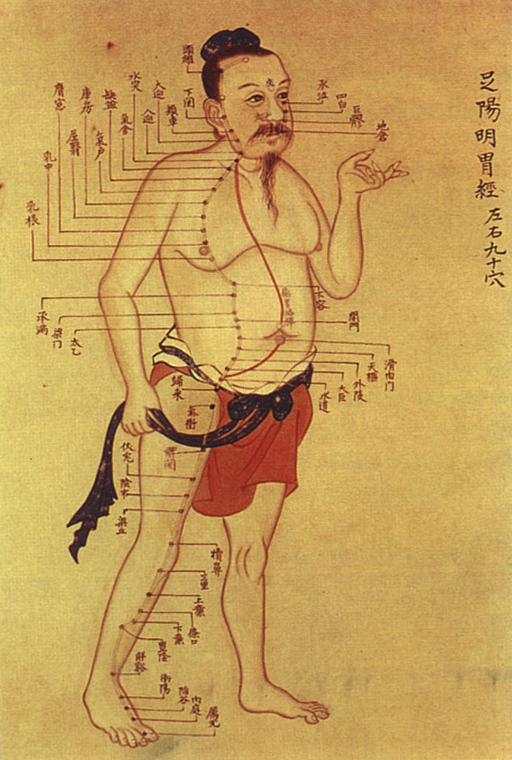
Meridianos

Os ensinamentos do Reiki alegam que este é inesgotável e pode ser usado para produzir um efeito de cura. Os praticantes alegam que qualquer pessoa pode aceder a esta energia por intermédio de um processo de sintonização realizado por um mestre de Reiki. O Reiki é descrito pelos seus seguidores como uma terapia holística que traz não só cura espiritual, mas também física, mental e emocional. A crença é que a energia flui através das mãos do emissor para qualquer local que sejam colocadas. Para além desta noção acredita-se que esta energia é "inteligente", o que significa que o Reiki sabe para onde deve dirigir-se para a efetuar a cura, mesmo que as mãos não estejam colocadas no local exato.

### Formação
O ensino do Reiki fora do Japão está dividido normalmente em três níveis ou graus. O Reiki tradicional japonês foi ensinado intensamente sob a orientação de Usui, com reuniões semanais de meditação onde o Reiki era aplicado e usado para monitorizar o corpo para obter diagnósticos energéticos; esta prática é conhecida no Japão como Byosen-hō.

### Método

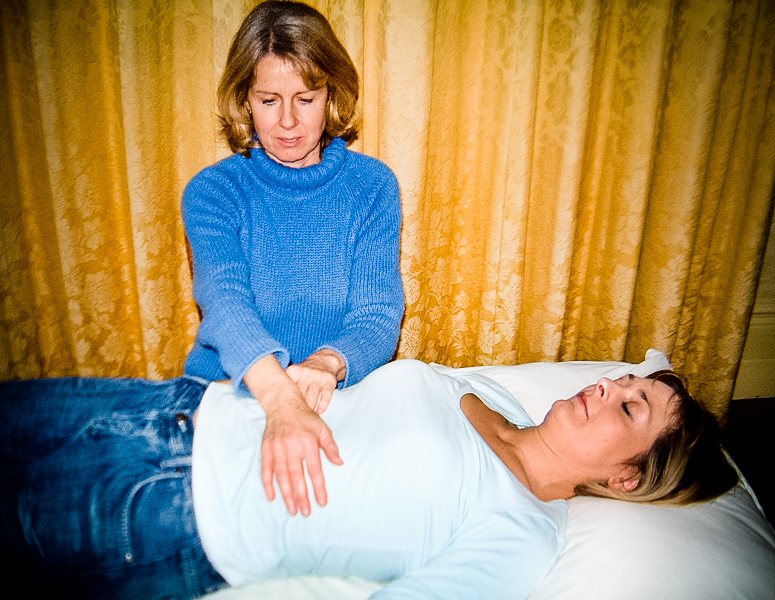
Aplicação de Reiki

O método Usui Reiki Ryōhō usa o olhar, o sopro, o toque e batidas ligeiras. Segundo Frank Arjava Petter, Usui tocava nas partes doentes do corpo, massajava-as e dava-lhes batidas ligeiras, acariciava-as, soprava-lhes, fixava-lhes o olhar durante dois ou três minutos e fornecia-lhes a energia ki, usando uma técnica de cura através da imposição das mãos. É através desta técnica que os utilizadores do Reiki acreditam transferir a energia universal (rei)ki, através das palmas da mão, desta maneira colocando em atividade o sistema auto-curativo proposto pela terapia alternativa.

## Eficácia, investigação e controvérsias
O Reiki não é reconhecido pela medicina e nem pela ciência. Os benefícios do Reiki nos cuidados de saúde não estão confirmados cientificamente. Estudos placebo-controlados sobre o Reiki são difíceis de realizar devido à dificuldade de se definir um placebo viável. Estudos de 2008 e 2011, realizados para investigar seus efeitos em grandes números de pacientes e com grupos controle, concluíram que as evidências são insuficientes para sugerir que Reiki é eficiente para o tratamento de qualquer condição ou doença em humanos. Outros estudos mais antigos, envolvendo um número reduzido de pessoas, obtiveram resultados positivos no alivio de dor e redução da ansiedade. Alguns profissionais de cuidados médicos alertam publicamente para o risco dos pacientes evitarem ou atrasarem tratamentos para doenças graves, clinicamente comprovados, e que podem ter sua condição agravada por acreditarem no Reiki.
Em Abril de 2008 foi publicada uma carta de Edzard Ernst (primeiro professor de Medicina Alternativa no mundo) pedindo que a Fundação do Príncipe do País de Gales para a Saúde Integrada retirasse de circulação dois guias que promovem a "Medicina alternativa", inclusive Reiki. Um porta-voz da Fundação rebateu a carta, dizendo: "Discordamos totalmente da acusação de que a nossa publicação 'Complementary Healthcare: A Guide' contém alguma alegação enganosa ou imprecisa sobre os benefícios de terapias complementares, pelo contrário, ela trata as pessoas como adultos e leva uma abordagem responsável, incentivando as pessoas a olharem para fontes confiáveis de informação(...) para que elas possam tomar decisões informadas."
Alguns sites divulgam erroneamente que o Reiki é reconhecida como terapia alternativa complementar pela OMS (Organização Mundial de Saúde). A OMS nunca reconheceu Reiki oficialmente, como relatado pelo próprio mestre de Reiki que divulgou o suposto reconhecimento.

### Investigação científica
O mecanismo proposto para a energia do reiki é hipotético, uma vez que não existem evidências empíricas da existência do "ki" ou "energia vital" usada neste método.
Uma revisão sistemática de ensaios clínicos aleatórios realizada em 2008 para avaliar os fundamentos das evidências do reiki concluiu que não tinha sido demonstrada qualquer eficácia sob qualquer condição. De forma geral, a maior parte dos estudos possuía falhas metodológicas, continham amostras muito pequenas, concepção inadequada e relatórios de fraca qualidade, tendo até mesmo os estudos com melhor classificação falhado em controlar por completo o efeito placebo. Uma vez que é difícil conceber um placebo realista, torna-se também difícil realizar ensaios placebo-controlados, embora ensaios posteriores com controlo adequado do efeito placebo não tenham mostrado qualquer diferença entre a prática de reiki e o grupo de controle.
Uma revisão feita em 2009 no The Journal of Alternative and Complementary Medicine concluiu que "as graves limitações da metodologia e da documentação nos estudos existentes sobre o reiki não permitem que haja qualquer conclusão sobre a sua eficácia."

### Segurança e eficácia
A American Cancer Society constatou também que a investigação que envolve o reiki foi mal conduzida, declarando que "as evidências científicas disponíveis atualmente não sustentam as alegações que o reiki possa eventualmente ajudar na cura do câncer ou qualquer outra doença. Uma investigação mais aprofundada poderia ajudar a determinar até que ponto pode melhorar a sensação de bem-estar de um paciente." O National Center for Complementary and Alternative Medicine fez eco desta posição, sublinhando que a existência de campos de energia em terapias de biocampos, como o reiki, "não foram provadas cientificamente."
As preocupações relativas à segurança no reiki são semelhantes às de qualquer outra terapia alternativa cuja eficácia não esteja provada. Alguns médicos e profissionais de saúde acreditam que haja pacientes em condições graves que podem recusar tratamentos clinicamente provados em favor de terapias alternativas não provadas. Os terapeutas de reiki devem encorajar os seus clientes a consultar um médico no caso de condições graves, declarando que o reiki deve ser apenas usado para complementar a medicina convencional. No entanto, os ensaios clínicos não documentaram nenhum efeito secundário significativo no uso de reiki.
William T. Jarvis, do The National Council Against Health Fraud, indica que "não há qualquer evidência que os efeitos clínicos do reiki se devam a qualquer outro fator para além da sugestão" ou do efeito placebo.